# جمیرا
جُمِیرا یک منطقهٔ ساحلی مسکونی در دبی، امارات متحده عربی است. این منطقه فقط دارای خانه‌های ویلایی است. خود منطقهٔ جمیرا به ۳ منطقهٔ کوچک‌تر دیگر به نام‌های جمیرا ۱، جمیرا ۲ و جمیرا ۳ تقسیم شده‌است. محلهٔ جمیرا یکی از جاذبه‌های دبی برای گردشگران خارجی است.
دو هتل لوکس برج العرب و جمیرا بیچ در انتهای این خیابان قرار دارند. همچنین پارک ساحلی جمیرا در همین محله قرار دارد.
محلهٔ جمیرا دارای یک خیابان طویل به طول ۱۸ کیلومتر است که از محلهٔ المینا آغاز می‌شود و تا الصفوح ادامه پیدا می‌کند.
مسجد جمیرا که یکی از معدود مسجدهایی است که افراد غیرمسلمان اجازهٔ بازدید از آن را دارند نیز در این منطقه قرار دارد.

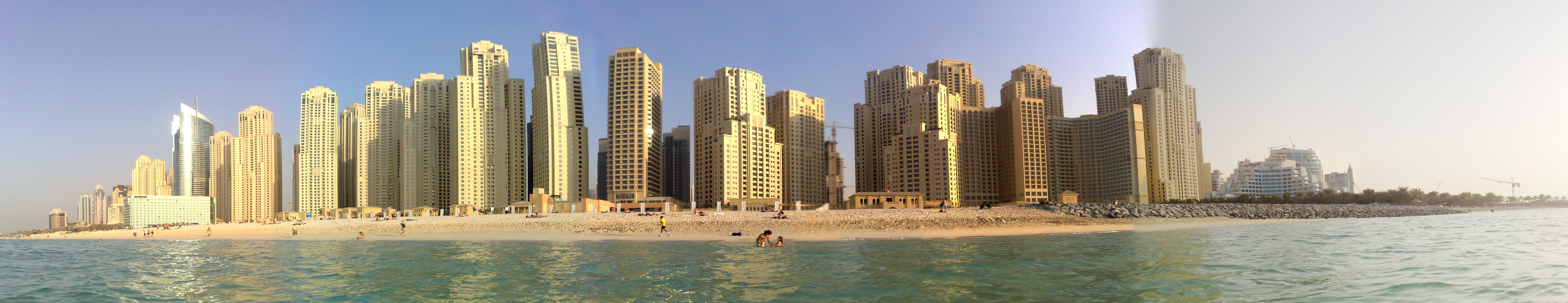
ساحل جمیرا در محلهٔ دبی مارینا